# Liechtenstein op de Olympische Zomerspelen 1972
Liechtenstein nam deel aan de Olympische Zomerspelen 1972 in München, West-Duitsland. Net als tijdens de zes eerdere deelnames werd geen medaille gewonnen.

## Deelnemers en resultaten

### Judo
| Olympiër            | Discipline | Resultaat | Prestatie                       |
| ------------------- | ---------- | --------- | ------------------------------- |
| Armin Büchel        | -70kg (m)  | 18e       | 1ste ronde: V van AUT Jungwirth |
| Hans-Jakob Schädler | -93kg (m)  | 19e       | 1ste ronde: V van FRA Albertini |

### Schietsport
| Olympiër       | Discipline         | Resultaat | Prestatie                        |
| -------------- | ------------------ | --------- | -------------------------------- |
| Louis Frommelt | 50m geweer liggend | 87e       | 580 punten: (99-99-95-96-95-96)  |
| Remo Sele      | 50m geweer liggend | 81e       | 583 punten: (95-96-98-98-100-98) |

### Turnen
| Olympiër     | Discipline               | Resultaat | Prestatie                             |
| ------------ | ------------------------ | --------- | ------------------------------------- |
| Bruno Banzer | meerkamp individueel (m) | 88e       | kwalificatie: 88ste met 101,35 punten |

### Wielersport
| Olympiër  | Discipline       | Resultaat | Prestatie      |
| --------- | ---------------- | --------- | -------------- |
| Paul Kind | wegwedstrijd (m) | DNF       | niet gefinisht |

Afghanistan · Albanië · Algerije · Amerikaanse Maagdeneilanden · Argentinië · Australië · Bahama's · Barbados · België · Bermuda · Birma · Bolivia · Bondsrepubliek Duitsland · Brazilië · Brits-Honduras · Bulgarije · Canada · Ceylon · Chili · Colombia · Congo-Brazzaville · Costa Rica · Cuba · Dahomey · Denemarken · Dominicaanse Republiek · Duitse Democratische Republiek · Ecuador · Egypte · El Salvador · Ethiopië · Fiji · Filipijnen · Finland · Frankrijk · Gabon · Ghana · Griekenland · Groot-Brittannië · Guatemala · Guyana · Haïti · Hongarije · Hongkong · Ierland · IJsland · India · Indonesië · Iran · Israël · Italië · Ivoorkust · Jamaica · Japan · Joegoslavië · Kameroen · Kenia · Khmerrepubliek · Koeweit · Lesotho · Libanon · Liberia · Liechtenstein · Luxemburg · Madagaskar · Malawi · Maleisië · Mali · Malta · Marokko · Mexico · Monaco · Mongolië · Nederland · Nederlandse Antillen · Nepal · Nicaragua · Nieuw-Zeeland · Niger · Nigeria · Noord-Korea · Noorwegen · Oeganda · Oostenrijk · Opper-Volta · Pakistan · Panama · Paraguay · Peru · Polen · Portugal · Puerto Rico · Roemenië · San Marino · Saoedi-Arabië · Senegal · Singapore · Soedan · Somalië · Sovjet-Unie · Spanje · Suriname · Swaziland · Syrië · Taiwan · Tanzania · Thailand · Togo · Trinidad en Tobago · Tsjaad · Tsjecho-Slowakije · Tunesië · Turkije · Uruguay · Venezuela · Verenigde Staten · Vietnam · Zambia · Zuid-Korea · Zweden · Zwitserland